# Ixamatus candidus
Ixamatus candidus là một loài nhện trong họ Nemesiidae.
Ixamatus candidus được miêu tả năm 1982 bởi Raven.